# Junko Ueno
Junko Ueno, née le 1er novembre 1942 à Nishinomiya, est une patineuse artistique, quintuple championne du Japon en 1956, 1957, 1958, 1959 et 1961.

## Biographie

### Carrière sportive
Junko Ueno monte neuf fois sur le podium des championnats du Japon dont cinq fois sur la plus haute marche en 1956, 1957, 1958, 1959 et 1961.
Elle représente son pays à trois mondiaux (1957 à Colorado Springs, 1960 à Vancouver et 1963 à Cortina d'Ampezzo) et deux olympiades (1960 à Squaw Valley et 1964 à Innsbruck). Elle est le porte-drapeau de la délégation japonaise aux Jeux de 1960.
Elle quitte les compétitions sportives après les Jeux de 1964.

### Reconversion
Junko Ueno devient entraîneuse dans son pays. Elle devient également juge et contrôleuse technique pour l'Union internationale de patinage. Elle prononce le Serment olympique pour les arbitres lors de la cérémonie d'ouverture des Jeux olympiques d'hiver de 1998 à Nagano.
Elle est parfois connue aujourd'hui avec le nom de famille de son époux Hiramatsu.

## Palmarès
| Compétition             | 1956 | 1957 | 1958 | 1959 | 1960 | 1961 | 1962 | 1963 | 1964 |  |  |  |  |  |
| Jeux olympiques d'hiver |      |      |      |      | 17e  |      |      |      | 22e  |  |  |  |  |  |
| Championnats du monde   |      | 17e  |      |      | 16e  |      |      | 17e  |      |  |  |  |  |  |
| Championnats du Japon   | 1re  | 1re  | 1re  | 1re  | 2e   | 1re  | 2e   | 3e   | 3e   |  |  |  |  |  |
|                         |      |      |      |      |      |      |      |      |      |  |  |  |  |  |